# Stenhamra
Stenhamra är en tätort i Ekerö kommun i Stockholms län på västra sidan av ön Färingsö i Mälaren. Mest känd är orten för sitt nedlagda stenbrott från 1800-talet med tillhörande brukssamhälle.

## Gamla Stenhamra och stenbrottet

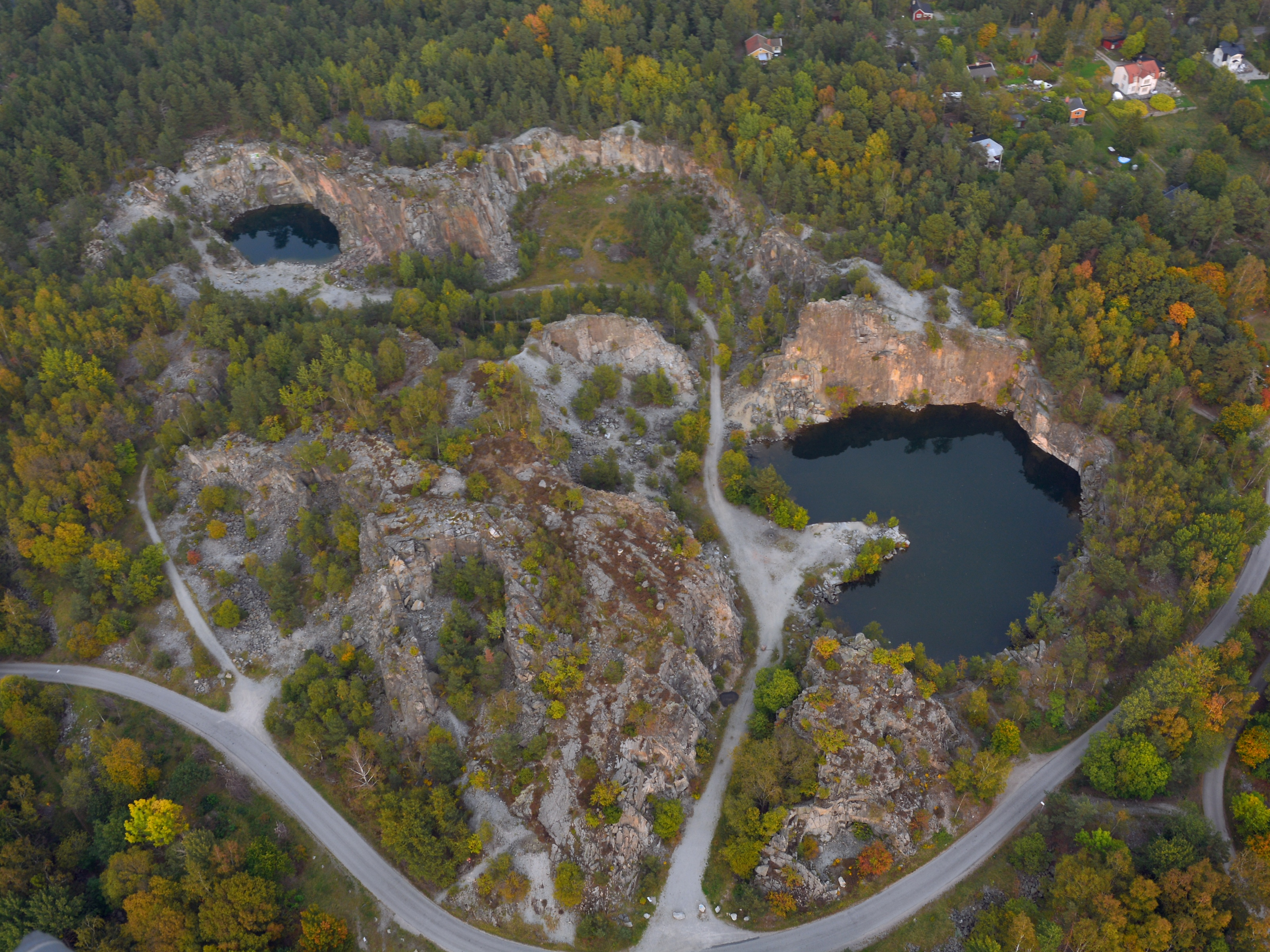
Stenbrottet i Stenhamra är numera delvis vattenfyllt.

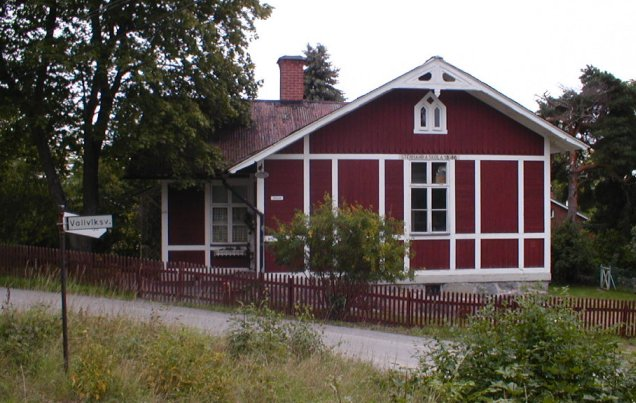
Skolhuset uppfört 1886 hyste uppemot 50 barn.

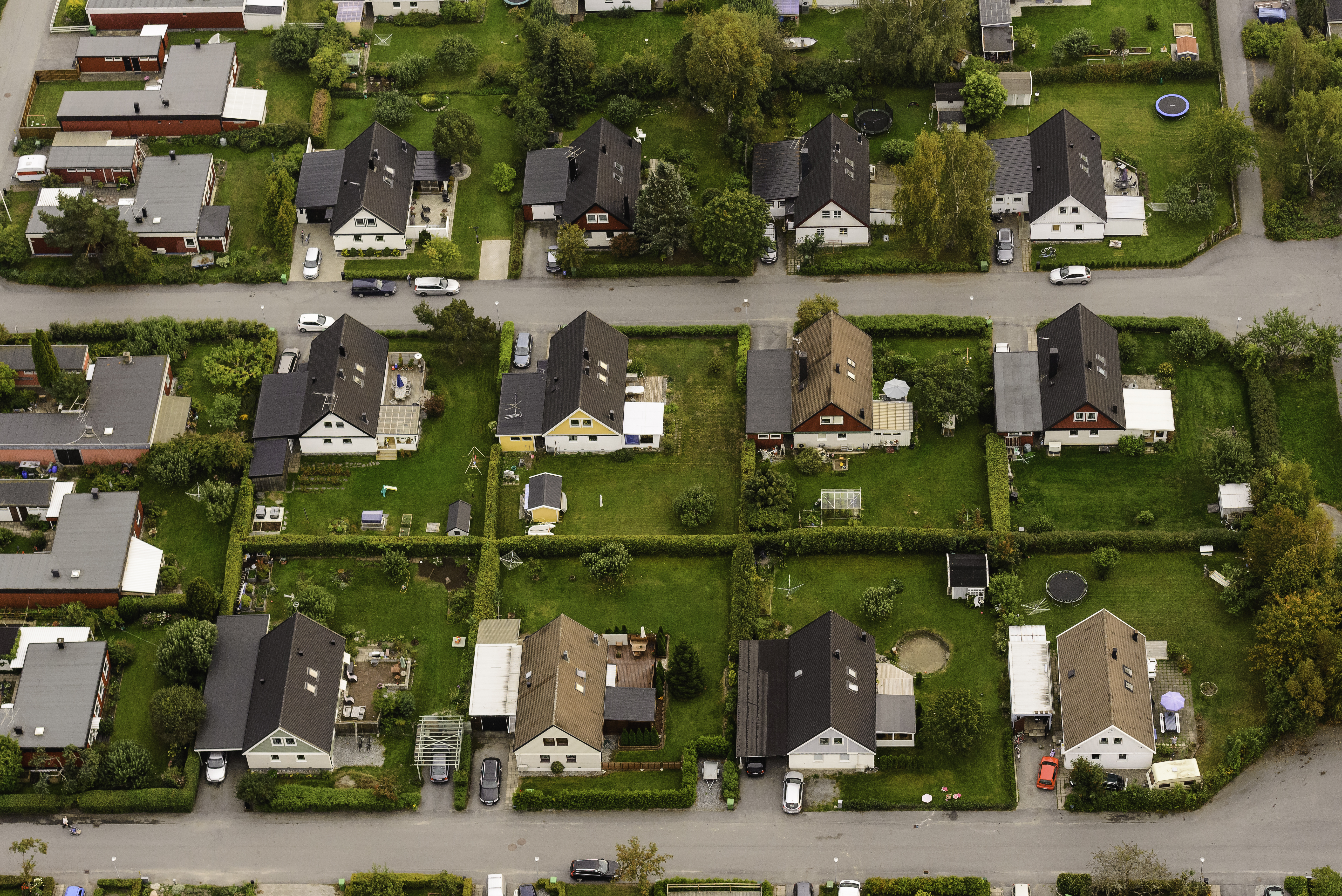
Villor i Stenhamra.

I det nedlagda stenbrottet i gamla Stenhamra har en stor del av Stockholms gat- och kantsten brutits. Verksamheten inleddes 1884 och fortgick till 1919 med full styrka. Omkring 100 arbetare sysselsattes året runt. Stenen sprängdes och bröts loss varifrån den transporterades i lastvagnar dragna av ett ånglok. Den enda förbindelsen med Stockholm var sjövägen varför den färdighuggna stenen fraktades på pråmar. 1937 lades driften ned efter att billigare sten kunde inköpas från Bohuslän och Blekinge.
De tjänstebostäder som Stockholms stad tillhandahöll för stenhuggarnas familjer finns kvar i välbevarat skick. Stenbrottet, bostäderna, skolan och konsumbutiken ger tillsammans en sällsynt bild av hur en industrimiljö från slutet av 1800-talet kunde se ut och hur arbetsförhållandena var. Hela området är klassat som ett riksintresse för kulturmiljövården.
I stenbrottet, som numera är delvis vattenfyllt, har många filmscener (exempelvis för Pippi Långstrump, Bröderna Lejonhjärta, Love Boogie, Sökarna och Vägen till Klockrike) spelats in till följd av den speciella miljö som bildats när berget brutits och blivit synligt som ett stort ärr i landskapet. Enligt uppgifter lär en fornborg ha funnits på stenbrottets plats. Från det som kallas Högsta toppen i stenbrottet kan man se Globen och Stadshustornet i Stockholm, om sikten tillåter och vegetationen inte är för hög.

## Befolkningsutveckling
| Befolkningsutvecklingen i Stenhamra 1960–2020       | Befolkningsutvecklingen i Stenhamra 1960–2020 | Befolkningsutvecklingen i Stenhamra 1960–2020 | Befolkningsutvecklingen i Stenhamra 1960–2020 | Befolkningsutvecklingen i Stenhamra 1960–2020 |
| --------------------------------------------------- | --------------------------------------------- | --------------------------------------------- | --------------------------------------------- | --------------------------------------------- |
|                                                     |                                               |                                               |                                               |                                               |
| År                                                  |                                               |                                               | Folkmängd                                     | Areal (ha)                                    |
| 1960                                                | 1960                                          |                                               | 377                                           | 120                                           |
| 1965                                                | 1965                                          |                                               | 471                                           | 158                                           |
| 1970                                                | 1970                                          |                                               | 1 844                                         |                                               |
| 1975                                                | 1975                                          |                                               | 2 657                                         |                                               |
| 1980                                                | 1980                                          |                                               | 2 791                                         |                                               |
| 1990                                                | 1990                                          |                                               | 3 182                                         | 288                                           |
| 1995                                                | 1995                                          |                                               | 3 093                                         | 289                                           |
| 2000                                                | 2000                                          |                                               | 3 203                                         | 291                                           |
| 2005                                                | 2005                                          |                                               | 3 280                                         | 292                                           |
| 2010                                                | 2010                                          |                                               | 3 336                                         | 291                                           |
| 2015                                                | 2015                                          |                                               | 3 588                                         | 343                                           |
| 2020                                                | 2020                                          |                                               | 3 636                                         | 348                                           |
| Anm.: Namnändring 1975 från Stockby till Stenhamra. |                                               |                                               |                                               |                                               |

## Samhället
I Stenhamra med omgivning bor ungefär 3 600 invånare (2020). Det finns två kommunala skolor: Stenhamraskolan (300 elever) och Uppgårdsskolan (400 elever). Vidare finns en båthamn, en livsmedelsbutik, ett bibliotek, ett strandbad (Stockbybadet), två gym, en pizzeria och en restaurang. Biblioteket, som har namnet Barnens eget bibliotek i Stenhamra, är ett folkbibliotek med särskild plats för barnen, och är även skolbibliotek för Stenhamraskolan.
De flesta yrkesverksamma pendlar inom Stockholmsområdet. 1994 hade 64 % av de förvärvsarbetande sin arbetsplats i Stockholm. Bussar går mellan Stenhamra och Brommaplan; på vardagar går cirka sextio avgångar i vardera riktning med en restid på 25–35 minuter. Blåbusslinje 176 går mellan Stenhamra och Danderyd via Bromma och Solna.

## Fruktodlingar
Bär- och fruktdryckestillverkaren Stockmos har sedan 1932 sin fabrik i Stenhamra. Råvarorna fraktas numera till fabriken, men odlades tidigare i anslutning till den. Under 1940-talet omfattade odlingarna 10 000 fruktträd och utgjorde Sveriges största fruktodling norr om Skåne. 1968–1970 uppfördes ett villaområde på markerna. Fruktträd är fortfarande en vanlig syn i detta område. Många vägnamn minner om odlingarna och flera ursprungliga byggnader finns kvar.